# San Francisco de Yuruaní
Pour les articles homonymes, voir San Francisco (homonymie).
San Francisco de Yuruaní ou Kumarakapay est une localité du Venezuela, dans la municipalité de Gran Sabana de l'État de Bolívar. Traversée par l'autopista 10, elle constitue le point de départ du trek menant au mont Roraima situé à l'est.